# Alexandre Herculano
Alexandre Herculano de Carvalhoe e Araújo (født 28. marts 1810 i Lissabon, død 13. september 1877 ved Santarém) var en portugisisk digter og historiker.

## Biografi
Sammen med Almeida Garrett blev Herculano føreren for den romantiske bevægelse i Portugals litteratur i 19. århundrede. Han skulle have været ved handelen og fik derfor en speciel merkantil uddannelse samtidig med en humanistisk; men 1831 indvikledes han i de politiske kampe, som dengang sønderrev landet, og måtte for sit frisind søge tilflugt i England og Frankrig. Allerede tidlig havde Herculano røbet litterære interesser og begavelse. Nu fik han foreløbig andet at tænke på end bøger og forfatterskab; han indtrådte som frivillig i de tropper, der kæmpede for den umyndige dronning Maria og konstitutionen, mod despoten Dom Miguel, og var med ved belejringen og indtagelsen af Oporto. Derefter var han en kort tid bibliotekar i denne erobrede by; men det radikale partis oprør i september 1836 foranledigede, at han mistede embedet, da han hørte til de moderate. I Lissabon begyndte han derpå 1837 udgivelsen af et illustreret tidsskrift i smag med Magasin pittoresque; O Panorama hed det, og det bestod i mange år. I 1839 gjorde dronningens tyske gemal, Ferdinand af Sachsen-Coburg og Gotha, ham til sin bibliotekar, og Herculano levede nu i en årrække næsten kun for historiske studier. Men 1851 drog politikken ham endnu en gang til sig: han sluttede sig til det liberale parti og udgav en tid bladet O Paiz, men følte sig snart skuffet i sine forventninger; få år efter tog han afsked fra sit embede og trak sig tilbage til en landejendom. I de sidste år af sit liv skrev han så godt som intet.
Herculano begyndte som æstetisk forfatter. Hans dybe, men ikke ortodokse religiøsitet og hans fædrelandskærlighed begejstrede ham til A voz do propheta (1836), skreven i digterisk prosa omtrent som de bekendte skrifter af Lamennais, og til digtsamlingen A harpa do crente (1838), der udgør det meste af hans Poesias (1850, siden flere udgaver). Som hans digteriske hovedværk må betragtes den national-historiske roman O Monasticon (Munkebogen), delt i 2 helt forskellige afsnit, nemlig Eurico o Presbytero (1844, oversat 1847 på tysk), der foregår på en tid, da vestgoternes rige faldt, og O Monge de Cister (1848), hvis periode er 14. århundrede; det, der forbinder dem, er væsentlig skildringen af en ung klostergejstligs, en forhenværende ridders, sjælekamp mellem religiøse og jordiske følelser. Hans mønstre er Walter Scott og Victor Hugo. I Lendas e narrativas (1851) samlede han sine mindre, historiske fortællinger. Som virkelig historiker optrådte Herculano med den højst fortjenstfulde Historia de Portugal (4 bind, 1846—53, også senere), der desværre kun går til henimod slutningen af 13. århundrede. Den hviler på grundige og omfattende studier af arkivdokumenter, hvilket også gælder om Historia da origem da Inquisição em Portugal (3 bind, 1854—59) og om en række mindre afhandlinger, der er samlede i Opusculos (6 bind, 1874—84). Beskikket dertil af Academia das Sciencias, hvoraf han var medlem fra 1844, udgav han endvidere flere bind af Portugalliæ Monumenta historica.